# Зоран Банковић
Зоран Банковић (22. септембар 1956) бивши је српски фудбалер.

## Каријера
Рођен је у Лесковцу. Играо је на позицији одбрамбеног играча. У каријери је наступао за неколико југословенских прволигаша као што су Вардар, Црвена звезда, ОФК Београд и Раднички из Ниша.
Након завршетка фудбалске каријере, покренуо је грађевинско предузеће и годинама се успешно бави стамбеном изградњом у Нишу. Био је председник фудбалског клуба Раднички Ниш.

## Успеси
Црвена звезда
- Првенство Југославије (1) : 1983/84.